# بني شلغف (نهم)

تعديل مصدري - تعديل

بني شلغف هي إحدى قرى عزلة الحنشات بمديرية نهم التابعة لمحافظة صنعاء، بلغ تعداد سكانها 181 نسمة حسب تعداد اليمن لعام 2004.